# (1241) Dysona
(1241) Dysona est un astéroïde de la ceinture principale découvert le 4 mars 1932 à l'Observatoire de l'Union de Johannesbourg par l'astronome sud-africain Harry Edwin Wood. Il a été nommé en hommage à l'astronome britannique Frank Watson Dyson.

## Historique
Sa désignation provisoire, lors de sa découverte le 4 mars 1932, était 1932 EB1.

## Caractéristiques
Sa distance minimale d'intersection de l'orbite terrestre est de 1,870 360 ua.